# 杨爱东
杨爱东（1962年—），贵州天柱人，侗族，中华人民共和国政治人物、第十二届全国人民代表大会贵州地区代表。
天柱县石洞镇红坪村村民。2013年，担任全国人大代表。